# Arquebisbat d'Oviedo
L'Arxidiòcesi d'Oviedo —Arquidiócesis de Oviedo en castellà— és una de les 70 diòcesis d'Espanya. Va ser diòcesi fins que en 1954 va ser elevada al rang d'arxidiòcesi. És la diòcesi metropolitana de la província eclesiàstica d'Oviedo, que inclou, a més a les diòcesis d'Astorga, Lleó i Santander. El seu arquebisbe és Jesús Sanz Montes i és arquebisbe emèrit Gabino Díaz Merchán.
| Província eclesiàstica d'Oviedo |                    |                      |
| Catedral                        | Advocació          | Diòcesis             |
| Catedral d'Oviedo               | San Salvador       | Arxidiòcesi d'Oviedo |
| Catedral d'Astorga              | Santa Maria        | Diòcesi d'Astorga    |
| Catedral de Lleó                | Santa Maria        | Diòcesi de Lleó      |
| Catedral de Santander           | Assumpció de Maria | Diòcesi de Santander |

La Santa Seu va atorgar a la diòcesi d'Oviedo la celebració d'un any sant en 2008 en ocasió de complir-se mil dos-cents anys de la Creu de la Victòria i mil cent de la Creu dels Àngels.

## Divisió territorial
La diòcesi d'Oviedo està dividida en 5 rectorias: Nord, Sud, Centre, Occident i Orient. Al seu torn aquestes rectories estan dividides en arxiprestats, sumant un total de 14.
Segons dades del 2008, la diòcesi comprèn un total de 934 parròquies.

## Recursos humans
Segons dades del 2008, estan incardinats en la diòcesi un total de 449 sacerdots. D'ells, la pràctica totalitat, 399, resideixen en la diòcesi. De la resta, 26 resideixen a l'estranger i 24 en altres diòcesis espanyoles. D'altra banda, 13 sacerdots resideixen en la diòcesi sense estar-hi incardinats.
La majoria dels sacerdots de la diòcesi, 240, té nomenament parroquial, principalment rural. Així mateix gairebé la quarta part d'ells, 114, estan jubilats de fet, la qual cosa fa que l'edat mitjana sigui de 65,3 anys. Finalment, la resta, 45 sacerdots, tenen càrrecs no parroquials.
D'altra banda, en la diòcesi resideixen 135 sacerdots membres d'instituts religiosos, 76 religiosos no sacerdots professos i 879 religioses professes, que pertanyen a 9 comunitats de religioses contemplatives, 103 comunitats de religioses de vida activa i 29 comunitats de religiosos.
L'any 2009 hi havia 9 seminaristes majors i 11 seminaristes menors.

## Demografia
L'arxidiòcesi tenia en 2004 una població d'1.075.381 persones de les quals 1.016.235 eren batejats, el 94,5% del total.
| Any  | Població  | Població  | Població | Sacerdots | Sacerdots | Sacerdots | Sacerdots             | Diaques | Religiosos | Religiosos | Parròquies |
| Any  | Batejats  | Totals    | %        | Número    | Seglars   | Regulars  | Batejats per sacerdot | Diaques | Homes      | Dones      | Parròquies |
| ---- | --------- | --------- | -------- | --------- | --------- | --------- | --------------------- | ------- | ---------- | ---------- | ---------- |
| 1950 | 1.300.000 | 1.300.040 | 100,0    | 893       | 718       | 175       | 1.455                 |         | 175        | 825        | 1.150      |
| 1969 | ?         | 1.030.000 | ?        | 974       | 726       | 248       | ?                     |         | 432        | 1.780      | 455        |
| 1980 | 1.152.505 | 1.170.650 | 98,5     | 825       | 637       | 188       | 1.396                 |         | 299        | 1.399      | 944        |
| 1990 | 1.092.856 | 1.107.010 | 98,7     | 757       | 583       | 174       | 1.443                 |         | 274        | 1.244      | 949        |
| 1999 | 1.032.069 | 1.081.834 | 95,4     | 680       | 526       | 154       | 1.517                 |         | 253        | 1.076      | 943        |
| 2000 | 1.032.069 | 1.081.834 | 95,4     | 680       | 517       | 163       | 1.517                 |         | 261        | 1.068      | 943        |
| 2001 | 1.034.435 | 1.084.314 | 95,4     | 658       | 497       | 161       | 1.572                 |         | 252        | 1.050      | 943        |
| 2002 | 1.016.185 | 1.075.329 | 94,5     | 643       | 486       | 157       | 1.580                 |         | 249        | 1.030      | 934        |
| 2003 | 1.003.777 | 1.062.198 | 94,5     | 624       | 475       | 149       | 1.608                 |         | 239        | 1.018      | 934        |
| 2004 | 1.016.235 | 1.075.381 | 94,5     | 605       | 463       | 142       | 1.679                 |         | 236        | 976        | 934        |

## Episcopologi
Categoria principal: bisbes d'Oviedo
1. Adulfo (802 - 812)
2. Gomelo I (826 - 846)
3. Serrà d'Oviedo (846 - 868)
4. Hermenegildo I (869 - 891)
5. Gomelo II (892 - 906)
6. Flacino (907/909 - 912/914)
7. Oveco (913/914 - 957/958)
8. Diego de Hevia (958/962 - 971)
9. Bermudo (975 - 992)
10. Gudesteo (992 - 1012)
11. Adaganeo (1013 - 1025)
12. Ponce (1025 - 1035)
13. Froilán (1035 - 1073)
14. Arias Cromaz (1073 - 1094)
15. Martín I (1094 - 1101)
16. Pelayo de Oviedo (1101-29)
17. Alonso (1129 - 1142)
18. Martín II (1143 - 1156)
19. Pedro I (1156 - 1161)
20. Gonzalo I (1162-89)
21. Rodrigo I (1175 - 1188)
22. Menendo (1188 - 1189)
23. Juan I (1189 - 1206)
24. Rodrigo II (1207 - 1209)
25. Juan II (1210-43)
26. Rodrigo III (1243 - 49)
27. Pedro II (1251 - 69)
28. Fernando Martínez (1269 - 75)
29. Álvaro (1275, electe)
30. Fredolo (1275 - 84)
31. Peregrino (1286 - 90)
32. Miguel I (1290 - 92)
33. Fernando II (1293 - 95)
34. Fernando III (1295 - 1301)
35. Fernando Álvarez de las Asturias (1302 - 22)
36. Pedro III (1322-25)
37. Odón I (1324 - 1328)
38. Juan III (1328 - 1334)
39. Fernando V (1340 - 1341)
40. Juan IV (1343-45)
41. Alonso II (1345 - 1348)
42. Sancho I (1348 - 1369)
43. Alonso III (1371- 77)
44. Gutierre I (1377 - 1389)
45. Guillén de Monteverde (1389 - 1412)
46. Diego Ramírez de Guzmán (1412 - 1441)
47. García Enríquez Osorio (1441 - 1442), nomenat arquebisbe de Sevilla
48. Diego Rapado (1442 - 1444)
49. Íñigo Manrique de Lara (1444 - 1457), nomenat bisbe de Còria
50. Rodrigo Sánchez de Arévalo (1457 - 1467), nomenat bisbe de Zamora
51. Juan Díaz de Coca (1467 - 1470), nomenat bisbe de Calahorra
52. Alfonso de Palenzuela (1469 - 1475)
53. Gonzalo de Villadiego (1485 - 1487)
54. Juan Arias de Villar (1487 - 1498), nomenat bisbe de Segovia
55. Juan Daza (1498 - 1502, nomenat bisbe de Cartagena
56. García Ramírez Villaescusa (1502 - 1508)
57. Valeriano Ordóñez Villaquirán (1508 - 1512)
58. Diego de Muros (1512 - 1525)
59. Francisco de Mendoza (1525 - 1527), nomenat bisbe de Zamora
60. Diego de Acuña (1527 - 1532)
61. Fernando Valdés (1532 - 1539), nomenat bisbe de Lleó
62. Martín Tristán Calvete (1539 - 1546)
63. Cristóbal Rojas Sandoval (1546 - 1556), nomenat bisbe de Badajoz
64. Jerónimo Velasco (1556 - 1566)
65. Juan Ayora (1567 - 1569)
66. Gonzalo Solórzano (1570 - 1580)
67. Francisco Antonio Orantes Vélez, O.F.M. (1581 - 1584)
68. Diego Aponte Quiñones, O.S. (1585 - 1598), nomenat bisbe de Màlaga
69. Gonzalo Gutiérrez Montilla (1598 - 1602)
70. Alonso Martínez de la Torre, O.S. (1603 - 1604)
71. Juan Álvarez de Caldas (1605 - 1612), nomenat bisbe d'Àvila
72. Francisco de la Cueva, O.S.A. (1612 - 1615)
73. Alonso Martín de Zúñiga (1616 - 1623), nomenat bisbe d'Osma
74. Juan Torres de Osorio (1624 - 1627), nomenat bisbe de Valladolid
75. Juan Pereda Gudiel (1627 - 1632)
76. Martín Carrillo Alderete (1633 - 1636), nomenat bisbe d'Osma
77. Antonio Valdés Herrera (1636 - 1641), nomenat bisbe d'Osma
78. Bernardo Caballero Paredes (1642 - 1661)
79. Diego Requelme y Quirós (1661-1665, nomenat bisbe de Plasència
80. Ambrosio Ignacio Spínola y Guzmán (1665 - 1667), nomenat arquebisbe de València
81. Diego Sarmiento de Valladares (1668, nomenat bisbe de Plasència
82. Alfonso de Salizanes y Medina (1669 - 1675), nomenat bisbe de Còrdova
83. Alonso Antonio de San Martín (1675 - 1681), nomenat bisbe de Conca
84. Simón García Pedrejón (1682 - 1696)
85. Tomás Reluz (1697 - 1706)
86. José Fernández del Toro (1707 - 1719)
87. Antonio Maldonado Minoja (1720 - 1722)
88. Tomás José Ruiz Montes (1723 - 1724), nomenat bisbe de Cartagena
89. José Hendaya Haro (1724 - 1729)
90. Juan García Avello y Castrillón (1730 - 1744)
91. Gaspar José Vázquez Tablada (1745 - 1749)
92. Felipe Martín Ovejero (1750 - 1753)
93. Juan Francisco Manrique Lara (1754 - 1760), nomenat bisbe de Plasència
94. Agustín González Pisador (1760 - 1791)
95. Juan de Llano Ponte (1791 - 1805)
96. Gregorio Hermida y Gamba o Camba (1806 - 1814)
97. Gregorio Ceruelo la Fuente (1815 - 1836)
98. Ignacio Díaz Caneja (1848 - 1856)
99. Juan de la Cruz Ignacio Moreno y Maisanove (1857 - 1863), nomenat arquebisbe de Valladolid
100. José Luis Montagut Rubio (1863 - 1868), nomenat bisbe de Sogorb
101. Benet Sanz i Forés (1868 - 1881), nomenat arquebisbe de Valladolid
102. Sebastián Herrero Espinosa de los Monteros (1882 - 1883), nomenat bisbe de Còrdova
103. Ramón Martínez Vigil, O.P. (1884 - 1904)
104. Francisco Javier Baztán y Urniza (1904 - 1920)
105. Juan Bautista Luis y Pérez (1921 - 1934)
106. Justo Antonino de Echeguren y Aldama (1935 - 37)
107. Manuel Arce Ochotorena (1938 - 1944) nomenat arquebisbe de Tarragona
108. Benjamín de Arriba y Castro (1944 - 1949) nomenat arquebisbe de Tarragona
109. Francisco Javier Lauzurica y Torralba (1949-54)

Arquebisbes
1. Francisco Javier Lauzurica y Torralba (1954 - 1964) anteriorment bisbe de la Seu d'Oviedo
2. Vicente Enrique y Tarancón (1964 - 1969), nomenat arquebisbe de Toledo
3. Gabino Díaz Merchán (1969-2002)
4. Carlos Osoro Sierra (2002 - 8 de gener de 2009), nomenat arquebisbe de València
5. Jesús Sanz Montes (des del 30 de gener de 2010)

Bisbes auxiliars
- Francisco José Castillo Albaráñez (1716-??)
- Juan de Llano Ponte (1769-1791, nomenat bisbe residencial)
- Segundo Garcia de Sierra y Méndez (1959-1964, nomenat arquebisbe de Burgos
- Elías Yanes Álvarez (1970-1977, nomenat arquebisbe de Saragossa
- José Sánchez González (1980-1991, nomenat bisbe de Sigüenza-Guadalajara
- Atilano Rodríguez Martínez (1996-2003, nomenat bisbe de Ciudad Rodrigo
- Cecilio Raúl Berzosa Martínez (2005-2011, nomenat bisbe de Ciudad Rodrigo
- Juan Antonio Menéndez Fernández (2013 - 2015, nomenat bisbe d'Astorga